# آدامز کراس‌رودز (دلاور)
آدامز کراس‌رودز، دلاور (به انگلیسی: Adams Crossroads, Delaware) در ایالات متحده آمریکا است که در دلاویر واقع شده‌است.

## خصوصیات
آدامز کراس‌رودز ۱۰٫۹۷ متر بالاتر از سطح دریا واقع شده‌است.